# Cynodontium glaucescens
Cynodontium glaucescens là một loài Rêu trong họ Dicranaceae. Loài này được (Lindb. & Arnell) Paris mô tả khoa học đầu tiên năm 1894.